# Grottes de Neptune
Pour les articles homonymes, voir Grotte de Neptune.
Les grottes de Neptune, ou localement et avant 1972 grottes de l'Adugeoir (ou Adujoir), désignent une série de cavités naturelles en Belgique, dont la principale est une grotte touristique ; elles se situent en province de Namur, près de Petigny (commune de Couvin), sur la rive gauche de l’Eau Noire.

## Localisation
Les grottes se trouvent sur la rive gauche de la rivière Eau Noire, près de la section de Petigny (commune de Couvin), au pied de la colline et d'un lieu-dit dénommé Les Rocailles ou encore Les Monts.

## Formation
Ces grottes ont été creusées dans les calcaires du Dévonien moyen et supérieur (Frasnien, Givétien).
Elles appartiennent au massif de la Calestienne.

## Description
Il s’agit de grottes encore actives, puisqu’un bras de l’Eau Noire s’y engouffre et parcourt la grotte sur plusieurs centaines de mètres avant de disparaître dans un siphon que personne n’a réussi à franchir à ce jour et ressort 48 heures plus tard, près de trois kilomètres plus loin à vol d'oiseau, à la grotte du Pont d’Avignon à Nismes (section de la commune de Viroinval).
La cavité présente un développement actuel de 1627 mètres pour une dénivellation de 25 mètres[réf. souhaitée].
La grotte principale se compose de deux étages, inférieur et supérieur, aujourd’hui reliés par une galerie artificielle d'environ 200 mètres de long.
Les parties accessibles pour le tourisme, tant à pied qu'en barque, concernent les 300 premiers mètres environ. Le reste de la cavité (soit environ 2,5 kilomètres, jusqu'à la grotte du Pont d'Avignon) demeure inaccessible et en grande partie inconnu, malgré les efforts de nombreux spéléologues au cours des dernières décennies.

## Histoire
Elles ont été découvertes à la fin du XIXe siècle et sont exploitées pour le tourisme depuis 1930.
Ces grottes étaient nommées avant 1980 « grottes de l'Adugeoir », selon un terme local désignant une perte.
Le nom actuel de « grottes de Neptune » n’est apparu que vers 1972.

## Biospéologie
Sur le plan biologique, on y signale l'hibernation de chauves-souris dont le grand rhinolophe (Rhinolophus ferrumequinum), ainsi qu'une microfaune assez diversifiée.

## Tourisme
L'exploitation touristique est assurée par la commune de Couvin qui est propriétaire de la cavité.
On retrouve des excentriques dans le réseau des « Belles-Mères ».